# Chlamydophora tridentata
Chlamydophora tridentata ist die einzige Pflanzenart aus der Gattung Chlamydophora in der Familie der Korbblütler (Asteraceae).

## Merkmale
Chlamydophora tridentata ist ein kahler, einjähriger Schaft-Therophyt, der Wuchshöhen von 2 bis 30 Zentimeter erreicht. Die leicht fleischigen Blätter sind lineal bis lanzettlich, ganzrandig oder gezähnt und ihre Spitze ist oft dreizähnig. Die Köpfchen haben einen Durchmesser von 5 bis 8 Millimeter. Die Hülle ist halbkugelig. Die Hüllblätter sind länglich, ungefähr 2 Millimeter lang, abgerundet und breit trockenhäutig. Die Krone ist schief gestutzt, gelappt und ungefähr so lang wie die Frucht.
Die Blütezeit reicht von Februar bis April.
Die Chromosomenzahl beträgt 2n = 18.

## Vorkommen
Chlamydophora tridentata kommt im südöstlichen Mittelmeerraum in Tunesien, Libyen, Ägypten, in der Ägäis, in Kreta, auf Zypern, in der Türkei, in Jordanien und in Israel vor. Die Art wächst in Kreta in Salzsümpfen sowie brackigen Standorten im Inland.

## Taxonomie
Synonyme für Chlamydophora tridentata (Delile) Less. sind Balsamita tridentata Delile, Cotula tridentata (Delile) B.D. Jacks., Matricaria tridentata (Delile) Ball.

## Belege
1. 1 2 3 4  Ralf Jahn, Peter Schönfelder: Exkursionsflora für Kreta. Mit Beiträgen von Alfred Mayer und Martin Scheuerer. Eugen Ulmer, Stuttgart (Hohenheim) 1995, ISBN 3-8001-3478-0, S. 316–317.
2. ↑  Chlamydophora tridentata bei Tropicos.org. In: IPCN Chromosome Reports. Missouri Botanical Garden, St. Louis
3. 1 2  Werner Greuter (2006+): Compositae (pro parte majore). – In: W. Greuter & E. von Raab-Straube (ed.): Compositae. Euro+Med Plantbase - the information resource for Euro-Mediterranean plant diversity. 
Datenblatt Chlamydophora tridentata In: Euro+Med Plantbase - the information resource for Euro-Mediterranean plant diversity.